# Ludmila Dvořáková (politička)
Ludmila Dvořáková (* 3. března 1933) byla česká a československá politička Komunistické strany Československa a poslankyně Sněmovny lidu Federálního shromáždění za normalizace.

## Biografie
K roku 1976 se profesně uvádí jako členka JZD. Ve volbách roku 1976 zasedla do Sněmovny lidu (volební obvod č. 108 - Znojmo-Břeclav, Jihomoravský kraj). Byla tehdy zvolena jako bezpartijní poslankyně. Mandát obhájila ve volbách roku 1981 (obvod Znojmo-Břeclav), nyní již jako členka KSČ. Ve Federálním shromáždění setrvala do konce funkčního období, tedy do voleb roku 1986.